# Spansk fluga
Spansk fluga, en cirka 2 centimeter lång metalliskt gulgrön eller blågrön  skalbagge (Lytta vesicatoria) i familjen Meloidae. 

## Utbredning
Den är vanlig i södra och sydöstra Europa. Den har gått tillbaka i Mellan- och framför allt i Nordeuropa. I Sverige finns den på Öland och eventuellt fortfarande på Ven i Skåne.

## Levnadssätt
De vuxna insekterna är värmeälskande, dagsaktiva djur som främst lever av ask, syren och kaprifolväxter.
Larven lever som parasitoid i larvbon av solitära bin, där den först förtär ägget och sedan den föda som var avsedd för bilarven. Den kan också tränga in i angränsande bon och förtära larver och föda. Den nykläckta larven är slank och lättrörlig. När den väl har installerat sig i biboet förvandlas den och blir kort och tjock.

## Kommersiell användning
Namnet kommer sig av att spanjorerna exporterade skalbaggarna i torkad form till apotek över hela Europa. Den torkade skalbaggen var ett ryktbart läkemedel som bland annat rekommenderades av den svenske sjuttonhundratalsläkaren Nils Rosén von Rosenstein.
Förfalskningar har förekommit med bland annat liknande skalbaggar, såsom guldsmed (Cetonia aurata), Cetonia aenea, myskbagge (Cerambyx moschatus) samt de små gröna skalbaggarna Chrysomela viridis och Chrysomela fastuosa.
Spansk fluga skulle hjälpa mot huvudvärk, "i alla hetsiga Febrar, mot Tandvärk, när den kommer af Rheumatisme, i alla Utslags-febrar, i Inflammations-febrar, i Fluss på ögon och öron, i Höftvärk".
Denna skalbagge innehåller ett ämne (kantaridin) som i form av liniment är irriterande för huden och ökar blodgenomströmningen, vilket kan kännas underlättande vid muskelvärk, reumatism och liknande. Har också använts som afrodisiakum (potenshöjande medel) för män. Ännu i den 9:e Svenska farmakopén (1908, möjligen även någon senare utgåva) fanns spansk fluga och spanskflugepreparat kvar (droppar, liniment, plåster och salvor). På grund av de svåra njurskador som ämnet förorsakar har detta bruk i stort sett upphört, men enstaka dödsfall har förekommit i modern tid.